# Flora of Pakistan
Flora of Pakistan (abreviado Fl. Pakistan) es una revista con ilustraciones y descripciones botánicas que es editada  en Islamabad desde el año 1980 que comenzó con el número 132. Fue precedida por Flora of West Pakistan.